# Amblyrhethus natalensis
Amblyrhethus natalensis är en insektsart som beskrevs av Rehn, J.A.G. 1917. Amblyrhethus natalensis ingår i släktet Amblyrhethus och familjen syrsor. Inga underarter finns listade i Catalogue of Life.